# 終結的世界與生日
《終結的世界與生日》是COTTON SOFTWARE在2012年7月27日發售的戀愛冒險類型成人遊戲。Android及iOS平台遊戲分別於2016年3月11日及2016年5月10日發布，PlayStation Vita平台遊戲於2017年5月11日發售。

## 故事
講述男主角與女主角們結成「9.29對策協會」，共同探索2012年9月29日世界終結這個預言背後的故事。

## 登場人物

### 9.29對策協會
冬谷和臣
《終結的世界與生日》的男主角。
千崎入莉（聲：Miru）
2年前去世的朋友的妹妹。眼睛弱視程度嚴重到即便靠眼鏡也無法矯正。認為冬谷和臣就是已逝的哥哥。
夏越大天使（聲：森谷實園）
冬谷和臣在補習學校認識的同年級少女。
藤白柊（聲：桐谷華）
冬谷和臣的同班同學，由於某種原因留級一年。
諏訪成子（聲：青山由香里）
冬谷和臣藉助SNS認識的朋友。與男主角和千崎入莉住在同一棟公寓。諏訪郁生的姐姐。

### 其他人物
千崎陶也（聲：鳩万軍曹）
冬谷和臣的兒時朋友，千崎入莉的哥哥。2年前在機車事故中死亡。
織塚美咲（聲：夏野冰）
一年級學生，千崎入莉的同班同學。
諏訪郁生（聲：雪都さお梨）
小學生。諏訪成子的弟弟。被姐姐半強制地穿上女裝。

## 評價
《終結的世界與生日》在日本美少女游戏与动画相关商品销售网站Getchu.com的2012年7月销量榜上排名第12名。

## 外部連結
- 官方網站，存档于（存檔日期 2019-12-22）（日語）
- PSV版官方網站 （页面存档备份，存于）（日語）